# فاركو الوطنية لأبار الزيت
فاركو الوطنية لأبار الزيت (NOV) هي شركة أمريكية متعددة الجنسيات مقرها في هيوستن ، تكساس.  وهي مزود عالمي رائد للمعدات والمكونات المستخدمة في عمليات التنقيب عن النفط والغاز وإنتاجهما ، وخدمات حقول النفط ، وخدمات تكامل سلسلة التوريد في صناعة النفط والغاز. تجري الشركة عمليات في أكثر من 600 موقع عبر ست قارات ،  تعمل من خلال ثلاثة قطاعات لإعداد التقارير: تكنولوجيات الحفر ، وتكنولوجيات ويلبور، وحلول الإنجاز والإنتاج.